# Crambidia uniformis
Crambidia uniformis är en fjärilsart som beskrevs av Dyar 1898. Crambidia uniformis ingår i släktet Crambidia och familjen björnspinnare. Inga underarter finns listade i Catalogue of Life.